# Odense Lyrik
 Der er for få eller ingen kildehenvisninger i denne artikel, hvilket er et problem. Du kan hjælpe ved at angive troværdige kilder til de påstande, som fremføres i artiklen.

Odense Lyrik er en litteraturfestival med fokus på poesi, der afholdes årligt i marts i Odense midtby. Festivalen blev grundlagt i 2007 med det formål at præsentere danske og udenlandske etablerede og nye digtere.

## Historie
Festivalen blev grundlagt i 2007 af lokale medlemmer af foreningen Fynsværk. Ved denne festival afholdt digteren Vagn Steen en workshop.
Siden etableringen er festivalen vokset fra at vare 2 til 9 dage. Den afsluttes med en weekend med fuldt program og workshop på Teater 95B. Digterne og forfatterne Finn Wiedemann, Jo Hermann og Cindy Lynn Brown har været de bærende kræfter, med sidstnævnte siden 2010 som kunstnerisk leder og producent.
I 2009 medvirkede den første internationale digte, Nathalie Quintaine fra Frankrig, efter en bevilling fra den franske ambassade.
Fra 2009-2014 afholdt festivalen en Z-Faktor-konkurrence, hvor unge digtere havde indsendt digte, som i offentlighed blev kritiseret og præmieret.
I 2015 indledtes en tematisering af festivalen: "Urban forvandling" (2015), "Broer" (2016) og "Spor" (2017), hvor store bebyggelsesmæssige forandringer i Odense dannede ramme for alt fra byvandringer til workshops; 2018 og 2019 var festivalprogrammet inspireret af den generelle samfundsudvikling med hhv "Tech&Text" og "Den Politiske Samtale".
I 2019 introducerede festivalen i samarbejde med tidsskriftet Modspor "Mikrobogdag", en bogmesse med 11 mikroforlag.

## Indhold
I begyndelsen bestod festivalen af danske digtere der oplæste lyrik. Det har udviklet sig til også at omfatte byvandringer med forskellige tematiske ruter med indslag undervejs, åben scene på StudieStuen (en frivilligheds- og studenterstyret café i midtbyen), interview med nordiske forfattere i Nordatlantisk Hus, performances på forskellige lokationer, forfatterpræsentationer, fællesspisning med oplæsning, workshops og kurser.
Åbningstalen bliver afholdt af en ny litteraturkritiker hvert år. Hvert år frem til 2018 rundede den odenseanske digter Viggo Madsen Odense Lyrik af med en tale og et oplæsningsshow.
Hvert år har tillige rummet et musikalsk/poetisk indslag i tråd med årets fokus eller tema. 2018 var f.eks. den politiske digtersanger Niels Skousen på scenen i Studenterhuset.

## Økonomi
Statens Kunstfond, Odense Kommune, og en lang række andre fonde og virksomheder har siden 2007 støttet Odense Lyrik. De økonomiske muligheder, ikke mindst på grund af egenkravet om betaling for digternes arbejde, har skiftet år for år.
I udgangspunktet og de 10 første år var publikumsdeltagelse gratis. 2017 stillede Odense Kommune som krav for sin støtte, at festivalen skulle begynde at tage penge for deltagelse i weekendens arrangement.
Festivalens ansøgning om at blive fast del af Odenses langsigtede kulturpolitik (3 års fast budget frem for årlige ansøgninger) afvistes 2019. I stedet gik kulturmidlerne til den årlige Spoken Word, en folkelig festival for hele familien.
Der er indgået samarbejde med Dansk Forfatterforening om dækning af underviserhonorar uden samtidig skelen til, om underviseren var organiseret i enten Dansk Forfatterforening eller Skønlitterære Forfattere.

## Kritik

### Elitisme
Nogle år i træk kritiserede direktøren for en odenseansk medudgiverforlag med det ord-til-ord samme avisindlæg festivalen for "elitær praksis", idet han mente at festivalen burde invitere de af de lokale digtere, som hans forlag repræsenterer.

### Smykkeloven
I 2016 vedtog den danske regering det, der populært kaldtes "smykkeloven" - en stramning på asylområdet, som gjorde det muligt for grænsepolitiet at konfiskere flygtninge og migranters smykker som betaling for ophold. Det fik den cubanske digter Felicia Gonzales til at aflyse sin deltagelse i festivalen, da hun ikke ville være gæst i et land, der behandlede flygtninge/indvandrere på den måde, og fremsendte i stedet et statement om sin holdning, som hun siden læste op under festivalen over Skype.

## Programrække

### Danske inviterede
- 2019 Lone Aburas, Molly Balsby, Anne-Louise Bosmans, Rikke Oberlin Flarup (talk), Lars-Emil Foder, Mette Ø Henriksen, Lone Hørslev, Shekufe Heiberg, Kenneth Jensen, Marianne Larsen, Ninette Larsen, Lea Løppenthin, Henrik Marstal (om Benny Andersen), Martin Minka Jensen (talk), Tine Paludan, Asger Schnack (talk), Bjørn Themsen, Erik Trigger, Harald Voetmann, Peter-Clement Woetmann og Mikkel Almholt (som VentilPedal, poesi og musik), Simon Høirup (guitar, afslutning)
- 2018 Tomas Thøfner, Lone Aburas, Pia Busk, Sophia Handler, Nanna Storr-Hansen, Shekufe Tadayoni Heiberg, Mette Ø Henriksen, Gerd Laugesen, Mette Moestrup, Anders Vægter Nielsen, Dorthe Nors, Andreas Pedersen, Pia Tafdrup, Bjørn Themsen, Hanne Højgaard Viemose, Caspar Eric, [Niels Skousen] og Kristina Holgernsen (poesi og musik, m/ tekst af [Helle Helle]
- 2017 Hans Otto Jørgensen, Viggo Bjerring, Sara Linderoth Bouchet, Sofie Diemer, Lars Bukdahl, Nadia Josefina El Said, Mette Ø Henriksen, Cecilie Lolk Hjort, Mikael Josephsen, Pia Juul, Cecilie Lind, Maja Lucas, Klaus Lyngaard, Viggo Madsen, Madame Nielsen, Tania Ørum, Sternberg, Ejler Nyhavn
- 2016 Peter Rewers (om Michael Strunge), Mette Ø Henriksen, Rolf Sparre, Liv Sejrbo Lidegaard, Tomas Lagermand Lundme, Shadi Angelina Bazeghi, Gitte Broeng, Bjørn Rasmussen, Caspar Eric, Maria Gerhardt, Lola Baidel
- 2015 Simon Fruelund, Jo Hermann, Kasper Colling Nielsen, Cindy Lynn Brown, Pernille Abd-El Dayem, Kenneth Krabat, Mette Ø Henriksen, Pia Juul, Katrine Marie Guldager, Line Knutzon, Amalie Laulund Trudsø, Rasmus Halling, Tina Mikkelsen, Ejler Nyhavn, Amalie Smith, Karsten Bjarnholt Christian Dorff (poesi og musik), Mads Wæhrens (poesi og musik)
- 2014 Julie Sten-Knudsen, Mette Norrie, Vægter & Brown, René Jean Jensen, Christina Hagen, Nikolaj Zeuthen, Asger Schnack, Asta Olivia Nordenhof, Jesper Brygger, Birgitte Krogsbøll, Finn Wiedemann, Naja Marie Aidt
- 2013 Danmark: Carsten René Jensen, Ide Hejlskov, Pablo Llambias, Sissel Bergfjord, Bo Hr. Hansen, Mia Degner, Jesper Sternberg, Gitte Broeng, Bue Peitersen, Ulrikka Gernes, Pia Tafdrup
- 2012 Amalie Smith, Eske K Mathiesen, Louise Cain, Susanne Jorn, Knud Steffen Nielsen, Olga Ravn, Nina Malinowski, Kristina Stolz, Søren Ulrik Thomsen, Cecilie Lind
- 2011 Gerd Laugesen, Philip Tafdrup, Ursula Andkjær Olsen, Julie Andkjær Olsen, Cia Rinne, Mayse Aymo-Boot, Adda Djørup, Knud Sørensen, Iben Claces, Peter Poulsen
- 2010 Eva Tind, Bo Green Jensen, Kristina Nya Glaffey, Suzanne Brøgger, Niels Frank, Camilla Christensen, Katinka My Jones, Tomas Thøfner, Anne-Louise Bosmans, Frederik Bjerre Andersen.
- 2009 Lone Hørslev, Mette Moestrup, Niels Lyngsø, Janina Katz, Thomas Boberg, Ditte Steensballe, Lone Munksgaard, Nina Søs Vinther
- 2008 FP Jac (aflyst pga. dødsfald), Louise Rosengreen, Pia Juul, Thorkil, Marianne Larsen, Maja Lucas, Peter Laugesen, Jun Feng, Seimi Nørregaard, Benny Andersen
- 2007 Mikael Josephsen, Pia Tafdrup, Ursula Andkjær Olsen, Vagn Steen, Lene Henningsen, Søren Ulrik Thomsen, Annemette Kure Andersen, Jonas Gülsdorff, Morten Søndergaard, Harald Voetmann, Cindy Lynn Brown, Kristian Leth

### Internationale inviterede
- 2017 Rob Arnold (USA), Harmony Holiday (USA), Geður Kristný (Island), Sanja Lovrenčić (Kroatien), Sonja Manojlovic (Kroatien)
- 2016 Anna S Bjørnsdottir (Island), Marjun Syderbø Kjelnæs (Færøerne), Felicia Gonzales (Cuba/USA), Giovanni Agnoloni (Italien), Igor Rajki (Kroatien). Koncert: Uhørt (Hørslev & Mechlenburg). Teater/lyrik: Impulskvartetten, Han - en myte
- 2015 Niviaq Kornelliussen (Grønland), Jacqueline Raoul-Duval (Frankrig), Kristina Posilovic (Kroatien), Boris Gregoric (Kroatien)
- 2014
- 2013 Eva Ström (Sverige), Nils Øivind Haagensen (Norge), Katti Frederiksen (Grønland)
- 2012 Tua Forström (Finland), Øyvind Rimbereid (Norge), Annelie Axén (Sverige)
- 2011 Ida Säll (Sverige), Esther Dischereit (Tyskland), Jóanes Nielsen (Færøerne), Emil Hjörvar (Island)
- 2010 Einar Már Gudmundsson (Island)
- 2009 Nathalie Quintane (Frankrig)

## Z-Faktor
Z-faktor' er en poesikonkurrence der foregik årligt fra 2009 til 2014 i forbindelse med Odense Lyrik.
Eventen blev organiseret i samarbejde med LitNet og blev finansieret af Odense Kommune og Statens Kunstfond. Konceptet var baseret på tv-fænomenet X Factor og således optrådte en række unge digtere foran et publikum og et dommerpanel bestående af tre branchefolk - fx anmeldere, litterater, forlæggere, musikere og professionelle digtere. Hver digter fik respons både for sin optræden og for sin tekst af dommerne, der indstillede finalisterne. Publikum stemte om den endelige vinder.
Finalisterne og vinderne modtog større og mindre præmier, så som abonnementer på Hvedekorn og redaktionel bedømmelse af et færdigt manuskript fra en forlagsredaktør.
I dommerpanelet har der gennem årene siddet navne som digterne Nina Malinovski, Tomas Thøfner, Olga Ravn og Knud Steffen Nielsen, musiker Simon Høirup og forlagsredaktør Liv Camilla Skjødt.